# Neufra
Neufra est une commune allemande du Bade-Wurtemberg dans l'arrondissement de Sigmaringen.

## Jumelages
- Elstra (Allemagne) dans la Saxe
- Fiesch (Suisse) en Valais

## Culture et monuments

### Monuments
- La Hochbergkapelle de 1751.
- La Muttergotteskapelle de 1591.
- Ruine Lichtenstein entre Neufra et Gauselfingen, siège de Herren zu Lichtenstein.